# واوکلیکس

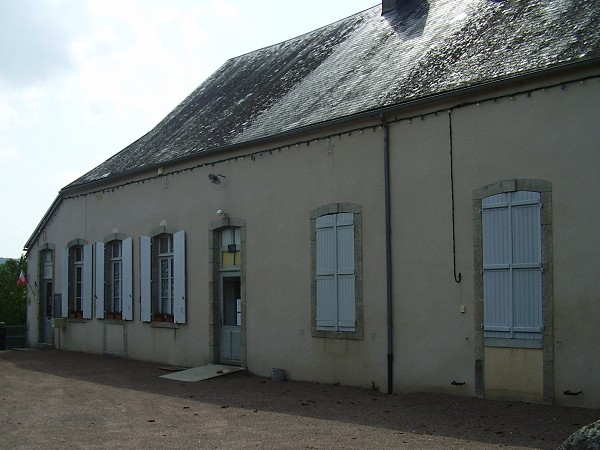
The town hall in Vauclaix

واوکلیکس (به فرانسوی: Vauclaix) یک کمون در فرانسه است که در Canton of Corbigny واقع شده‌است.

## خصوصیات
واوکلیکس ۱۴٫۳۹ کیلومترمربع مساحت و ۱۱۲ نفر جمعیت دارد.